# Orsinfaing
Orsinfaing est un village de la commune belge de Habay situé en Région wallonne dans la province de Luxembourg.

## Géographie
Orsinfaing est entouré au sud-est par la Rulles (un affluent de la Semois) et au nord-est par la Mellier, un affluent de la Rulles.

## Origine du nom
Le mot Orsinfaing signifie la fagne d’Ursinus.
À travers le temps, on retrouve deux façons d’orthographier le nom de ce village : Orsainfaing et Orsinfaing. Actuellement, c’est le mot « Orsinfaing » qui prévaut.